# Drzewiszka wyżynna
Drzewiszka wyżynna (Rhipidomys macconnelli) – gatunek ssaka z podrodziny bawełniaków (Sigmodontinae) w obrębie rodziny chomikowatych (Cricetidae).

## Zasięg występowania
Drzewiszka wyżynna zamieszkuje tepuis na Wyżynie Gujańskiej w południowej Wenezueli i przyległych obszarach Gujany i północnej Brazylii.

## Taksonomia
Gatunek po raz pierwszy zgodnie z zasadami nazewnictwa binominalnego opisał w 1900 roku brytyjski zoolog William Edward de Winton nadając mu nazwę Rhipidomys macconnelli. Holotyp pochodził ze szczytu góry Roraima, na wysokości 8700 ft (2652 m), stanie Bolívar, w Gujanie. 
Takson subnubis, opisany jako jaśniejszy, brązowy, krótkowłosy, strefowy podgatunek macconnelli z wysokości około 900–1200 m n.p.m. jest uważany za odmianę klinalną. Autorzy Illustrated Checklist of the Mammals of the World uznają ten takson za gatunek monotypowy rozpoznają podgatunków.

### Etymologia
- Rhipidomys: gr. ῥιπις rhipis, ῥιπιδος rhipidos wachlarz; μυς mus, μυος muos „mysz”[8].
- macconnelli: Frederick Vavasour McConnell (1868–1914), angielski podróżnik, kolekcjoner[9].

## Morfologia
Długość ciała (bez ogona) 102–123 mm, długość ogona 148–181 mm, długość ucha 18–22 mm, długość tylnej stopy 27–29 mm; masa ciała 26–50 g. 

## Ekologia
Jest zwierzęciem nocnym, zamieszkuje głównie lasy deszczowe, na wysokościach od 300 to 2800 m n.p.m..